# Stanisław Wilczyński
Stanisław Wilczyński (* 7. Mai 1900 in Muszyna; † 17. August 1982 in Białka Tatrzańska) war ein polnischer Skilangläufer.
Wilczyński, der als Schneider tätig war, belegte bei den Nordischen Skiweltmeisterschaften 1925 in Janské Lázně den 26. Platz über 50 km. Bei seiner einzigen Teilnahme an Olympischen Winterspielen im Februar 1928 in St. Moritz nahm er am 50-km-Lauf teil, den er aber vorzeitig beendete.